# Uchi Maius
Uchi Maius (łac. Diocesis Uchitanus) – stolica historycznej diecezji w Cesarstwie rzymskim w prowincji Afryka Prokonsularna, sufragania metropolii Kartagina. Współcześnie w Tunezji. Obecnie katolickie biskupstwo tytularne.

## Biskupi tytularni
| Lp. | Biskup            | Funkcja                                   | Od               | Do              |
| --- | ----------------- | ----------------------------------------- | ---------------- | --------------- |
| 1   | Vjekoslav Grmić   | biskup pomocniczy Mariboru (Słowenia)     | 27 lutego 1968   | 21 marca 2005   |
| 2   | Remídio José Bohn | biskup pomocniczy Porto Alegre (Brazylia) | 18 stycznia 2006 | 28 grudnia 2011 |
| 3   | John Dolan        | biskup pomocniczy San Diego (USA)         | 19 kwietnia 2017 | 10 czerwca 2022 |